# 麗拉·柯卓娃

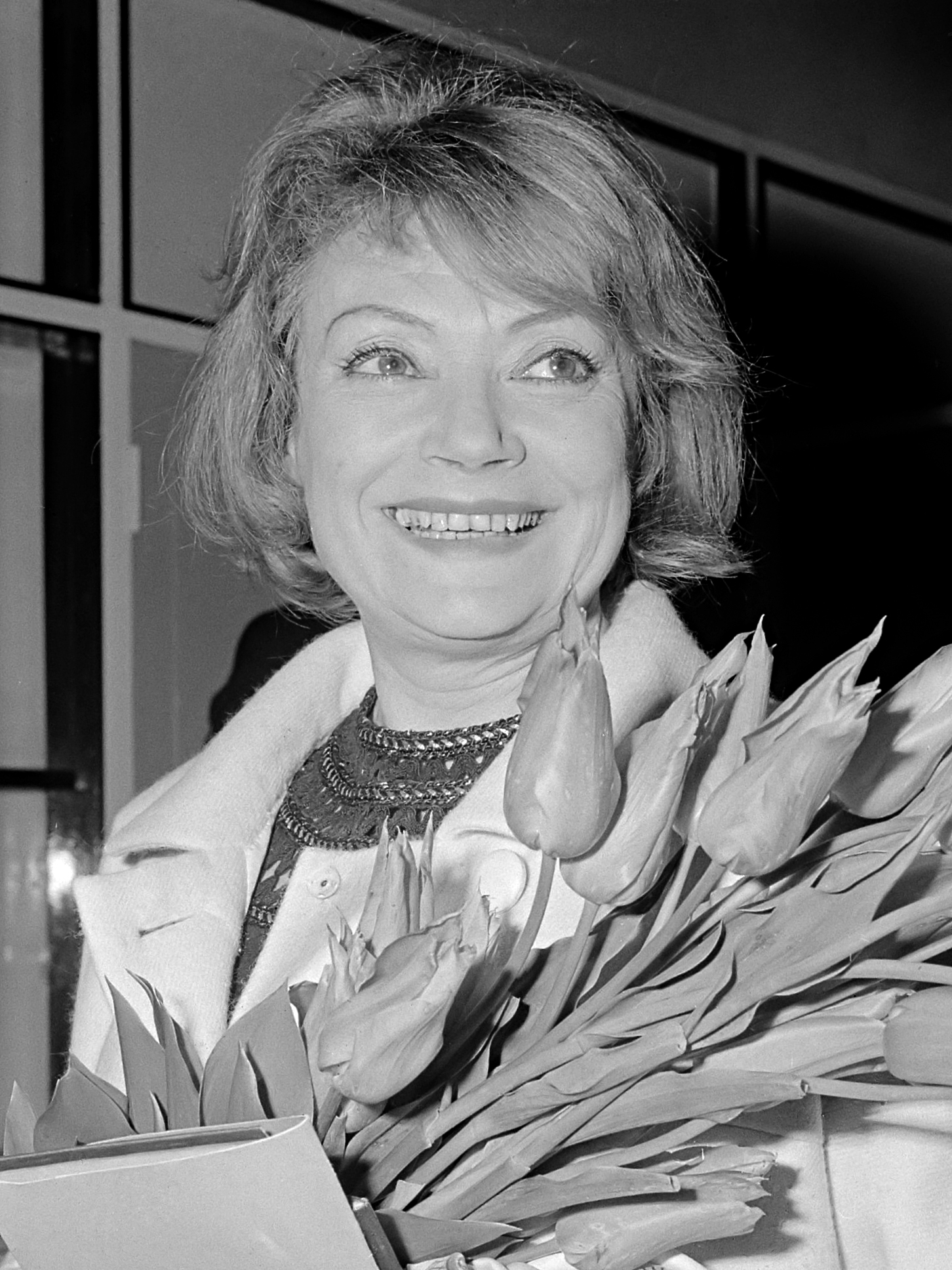
麗拉·柯卓娃

麗拉·柯卓娃（Lila Kedrova，1909年—2000年），法國演員，曾獲得奧斯卡最佳女配角獎。